# Линейни кораби тип „Сейнт Винсент“
Сейнт Винсент (на английски: St Vincent) са серия от три британски линейни кораба построени в периода 1908 – 1910 г. Еволюционно развитие на проекта „Дредноут“ (HMS Dreadnought), с новите 50-калибрени оръдия Mk.XI. Участват в Ютландското сражение.

## Конструкция
От двадесетте 102 мм оръдия осем са поставени на покривите на кулите и дванадесет в надстройките.
Дебелината на пояса в района на мидъла е 254 мм. Корабите имат противоторпедна преграда простираща се по цялата дължина на корпуса и достигаща до двойното дъно, както е при линейните кораби от типа „Белерофонт“.

### Въоръжение
Основното въоръжение са десет 305-мм 50-калибрени оръдия Mk.XI в пет куполни установки Mk.XI. Носовата кула „А“ е разположена на полубака.
Оръдието Mk.XI, с дължина 50 калибра, има ствол, скрепен с тел, и картузно зареждане с бутален затвор система Уелин. Максималният ъгъл на възвишение на оръдията е 15°. Зареждането се осъществява при постоянен ъгъл на възвишение от 5°.
По време на преоборудването от 1916 г. противоминните оръдия от кулите са свалени и пренесени на палубите на мостиците и надстройките, а също са им поставени щитове. През 1917 г. част от оръдията са свалени, за да се осигурят с въоръжение по-малки кораби, на борда остават тринадесет оръдия.
| Основни балистични данни за британските оръдия на главния калибър | Основни балистични данни за британските оръдия на главния калибър | Основни балистични данни за британските оръдия на главния калибър | Основни балистични данни за британските оръдия на главния калибър | Основни балистични данни за британските оръдия на главния калибър | Основни балистични данни за британските оръдия на главния калибър |
| Калибър (мм)                                                      | 305                                                               | 305                                                               | 343                                                               | 343                                                               | 381                                                               |
| ----------------------------------------------------------------- | ----------------------------------------------------------------- | ----------------------------------------------------------------- | ----------------------------------------------------------------- | ----------------------------------------------------------------- | ----------------------------------------------------------------- |
| Марка                                                             | X                                                                 | XI                                                                | V                                                                 | V                                                                 | I                                                                 |
| Дължина на ствола (калибри)                                       | 45                                                                | 50                                                                | 45                                                                | 45                                                                | 42                                                                |
| Тегло на оръдието без затвора (кг)                                | 57 708                                                            | 66 700,4                                                          | 76 198,4                                                          | 76 198,4                                                          | 98 704,4                                                          |
| Тегло на снаряда (кг)                                             | 385,55                                                            | 385,55                                                            | 566,98                                                            | 635,02                                                            | 870,89                                                            |
| Тегло на заряда (кг)                                              | 117                                                               | 139,25                                                            | 132,9                                                             | 134,78                                                            | 194,1                                                             |
| Начална скорост на снаряда (м/с)                                  | 869,25                                                            | 918,051                                                           | 787                                                               | 762,5                                                             | 747,25                                                            |
| Бронепробиваемост на снаряда (мм) при дулния срез                 | 406                                                               | 426                                                               | 439                                                               | 439                                                               | 457                                                               |
| Скорост на снаряда (м/с) на дистанция 9140 м                      | 579,5                                                             | 610                                                               | 579,5                                                             | 554,25                                                            | 554,25                                                            |
| Енергия на снаряда (мкг) на дистанция 9140 м                      | 6 587 723                                                         | 7 299 976                                                         | 9 688 010                                                         | 10 287 316                                                        | 14 107 700                                                        |
| Бронепробиваемост на снаряда (мм) на дистанция 9140 м             | 259                                                               | 284                                                               | 320                                                               | 318                                                               | 356                                                               |

## Представители
| Название                        | Корабостроителница                                 | Заложен             | Спуснат на вода      | Влиза в строй    | Съдба                                                                       |
| ------------------------------- | -------------------------------------------------- | ------------------- | -------------------- | ---------------- | --------------------------------------------------------------------------- |
| „Сент Винсент“ (HMS St Vincent) | Девънпорт, Англия                                  | 30 декември 1907 г. | 10 септември 1908 г. | 3 май 1909 г.    | предаден за скрап, 1921 г.                                                  |
| „Колингуд“ (HMS Collingwood)    | Девънпорт, Англия                                  | 3 февруари 1907 г.  | 7 ноември 1908 г.    | 19 април 1910 г. | предаден за скрап, 1922 г.                                                  |
| „Вангард“ (HMS Vanguard)        | Vickers, Sons & Maxim Ltd. Бароу ин Фърнис, Англия | 2 април 1908 г.     | 22 февруари 1909 г.  | 1 март 1910 г.   | загива от взрив на боезапаса на 9 юли 1917 г. стоейки на котва в Скапа Флоу |

## Оценка на проекта
|                                          | „Белерофонт“ · Великобритания | „Норт Дакота“ · САЩ      | „Сейнт Винсент“ · Великобритания | „Насау“ · Германия               |
| ---------------------------------------- | ----------------------------- | ------------------------ | -------------------------------- | -------------------------------- |
| Година на залагане                       | 1906                          | 1907                     | 1907                             | 1907                             |
| Година на въвеждане в строй              | 1909                          | 1910                     | 1909                             | 1909                             |
| Водоизместимост нормална, т              | 18 800                        | 20 320                   | 19 560                           | 18 873                           |
| Пълна, т                                 | 22 102                        | 22 229                   | 23 030                           | 20 535                           |
| Тип СУ                                   | ПТ                            | ПТ                       | ПТ                               | ПМ                               |
| Мощност, к.с.                            | 23 000                        | 25 000                   | 24 500                           | 22 000                           |
| Максимална скорост, въз.                 | 20,75                         | 21                       | 21                               | 19,5                             |
| Далечина на плаване, мили (на ход, въз.) | 5720 (10)                     | 6560 (10)                | 6900 (10)                        | 8000 (10)                        |
| Брониране, мм                            |                               |                          |                                  |                                  |
| Пояс                                     | 254                           | 279                      | 254                              | 300                              |
| Палуба                                   | 76                            | 35 – 63                  | 76                               | 55 – 80                          |
| Кули                                     | 279                           | 305                      | 279                              | 280                              |
| Барбети                                  | 254                           | 254                      | 229                              | 280                              |
| Рубка                                    | 279                           | 292                      | 279                              | 400                              |
| Схема на разполагане на въоръжението     |                               |                          |                                  |                                  |
| Въоръжение                               | 5×2×305/45 20×1×102 3 ТА      | 5×2×305/45 14×1×127 2 ТА | 5×2×305/50 20×1×102 3 ТА         | 6×2×280/45 12×1×150 16×1×88 6 ТА |